# 해밀턴섬

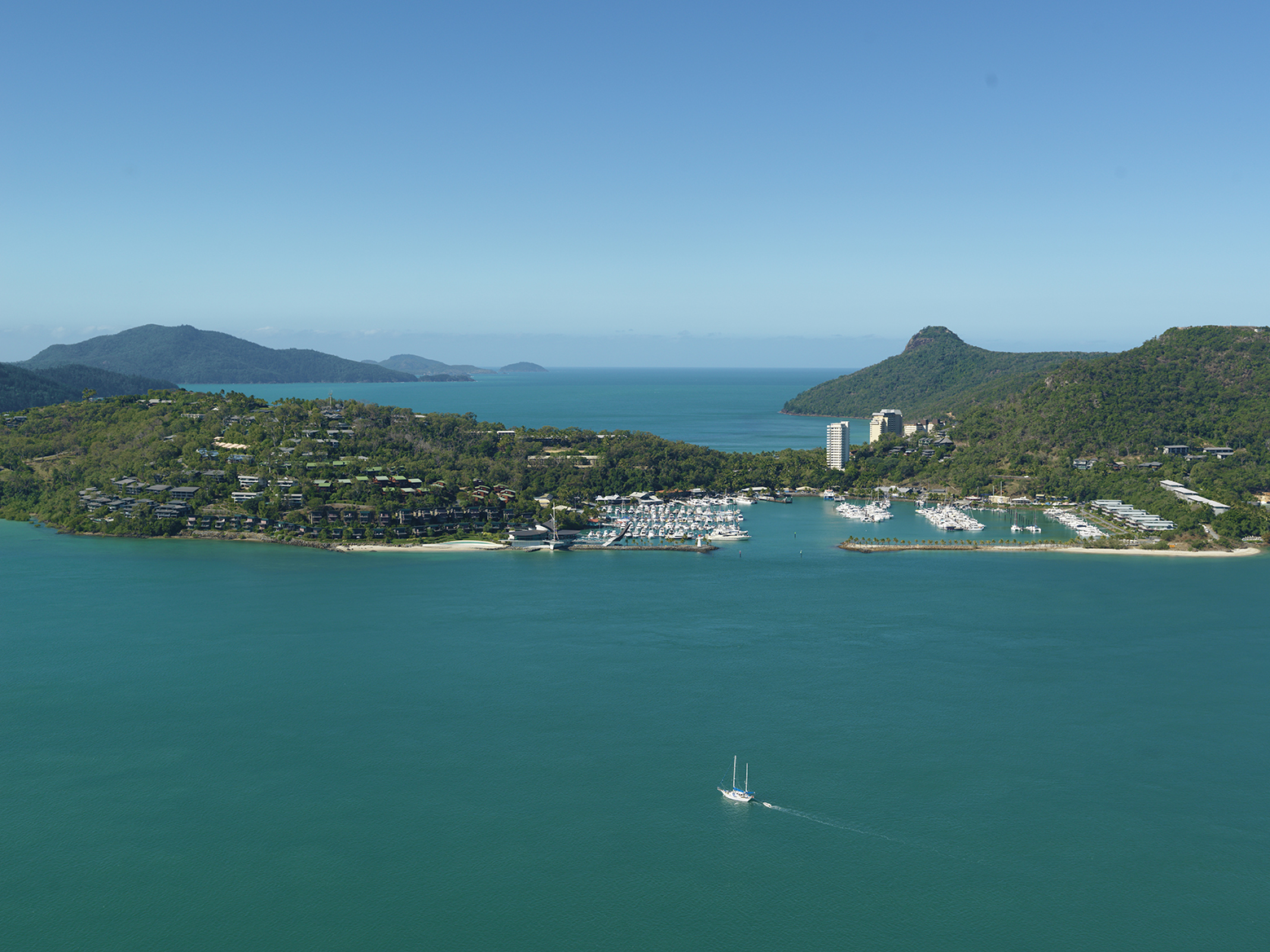
해밀턴 섬

해밀턴섬(Hamilton Island)은 오스트레일리아 퀸즐랜드주에 위치한 섬이다. 해밀턴 섬은 74개의 섬으로 이루어진 휘트선데이 제도 중 하나이다. 거리적으로는 케언스와 브리즈번의 중간에 위치한다.

## 세계 최고의 직업
퀸즐랜드 주 정부는 "세계 최고의 직업"이라고 이름을 붙이고 이 섬의 관리인을 모집했다.

## 같이 보기
- 오스트레일리아의 섬 목록